# Friedrich Castelle
Friedrich Castelle (Pseudonyme: Hans Dietmar, Fritz von Schonebeck, Hans Uhlenbrock), * 30. April 1879 in Appelhülsen; † 15. Januar 1954 in Welbergen (Kreis Steinfurt), war ein völkischer deutscher Journalist und Schriftsteller und Parteigänger des NS-Regimes.

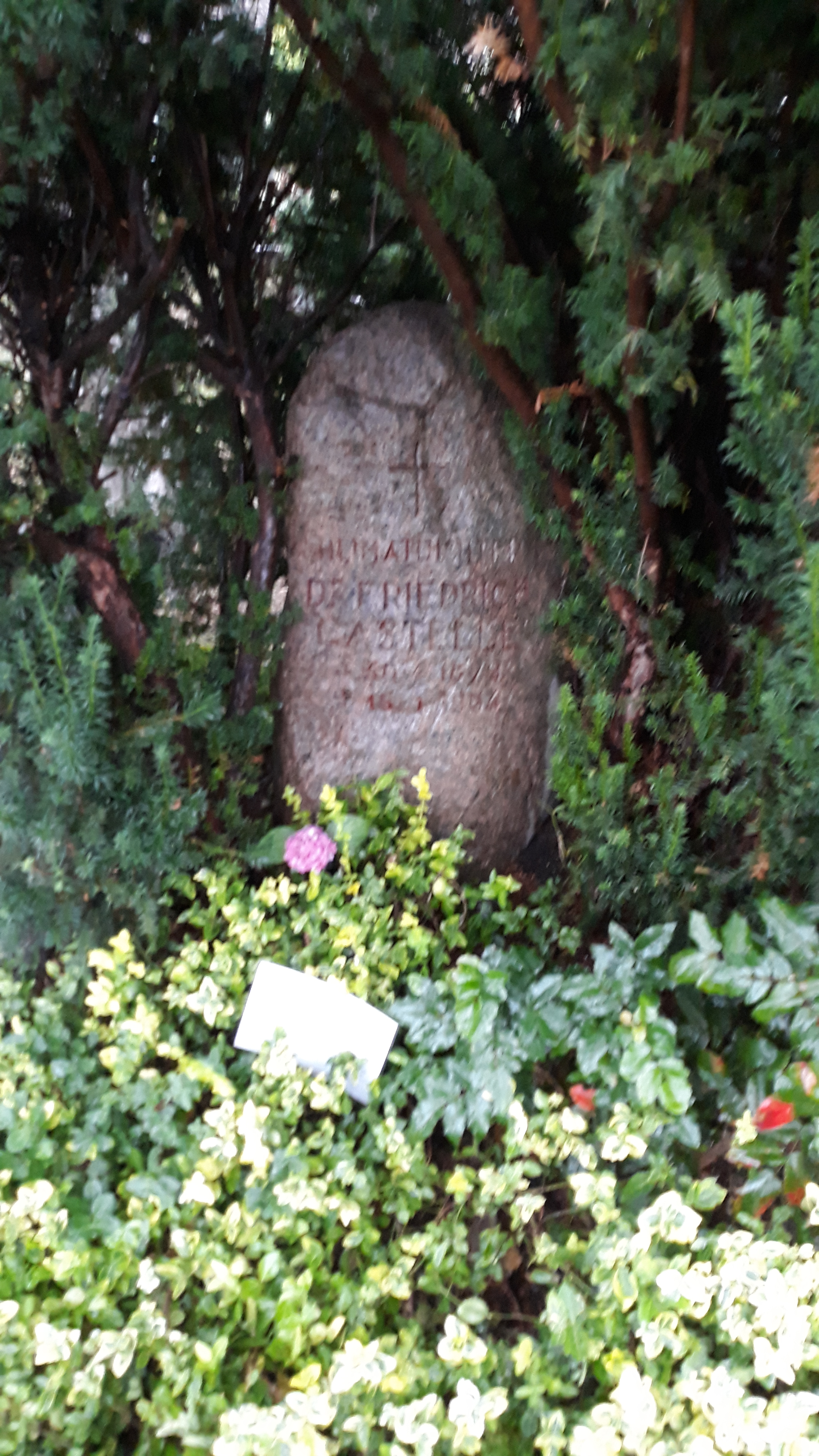
Das Grab von Friedrich Castelle auf dem Alten Friedhof St. Mauritz in Münster

## Leben
Friedrich Castelle war der Sohn eines Kaufmanns, der einer französischen Emigrantenfamilie entstammte. Castelle besuchte das Gymnasium in Münster und studierte anschließend an der Universität Münster Philosophie. Von 1900 bis 1904 arbeitete er als Journalist in Aschaffenburg, Aachen und an anderen Orten. Von 1904 bis 1911 gehörte er der Feuilletonredaktion des Münsterischen Anzeigers an. 1906 promovierte er an der Universität Münster mit einer Arbeit über Joseph von Eichendorff zum Doktor der Philosophie. Er verfasste neben seinen journalistischen Arbeiten Romane, Erzählungen, Biografien, Gedichte und Hörspiele und edierte westfälische und niederdeutsche Autoren. Für den 61. Katholikentag in Münster dichtete er die Begrüßungshymne, für die Peter Griesbacher die Komposition schuf.
Von 1912 bis 1915 leitete Castelle die Zeitschrift Deutschland. Zeitschrift für Heimatkunde und Heimatliebe. Während des Ersten Weltkriegs war Castelle Leiter der Presse- und Nachrichtenabteilung beim Stellvertretenden Generalkommandeur des VII. Armeekorps. Ab 1916 war er dem Geschäftsführer des Westfälischen Heimatbundes beigeordnet, dessen Zeitschrift Heimatblätter der Roten Erde er gemeinsam mit Karl Wagenfeld ab 1919 herausgab. Nach 1918 war Castelle einer der Mitinitiatoren der Niederdeutschen Heimatbühne in Münster, und bis 1921 hielt er als Lektor Vorlesungen an der Universität Münster. Daneben unternahm er, wie bereits vor 1914, ausgedehnte Vortragsreisen durch Deutschland. Ab 1921 war Castelle Dozent an der Düsseldorfer Akademie und Leiter der Rundfunksendestelle in Düsseldorf. Ab 1922 leitete er die von Paul Keller gegründete und in Breslau erscheinende Monatszeitschrift Die Bergstadt.
Schon vor 1933 leistete Castelle den Nationalsozialisten publizistische Unterstützung. Ab 1930 bestimmte er als Herausgeber der Zeitschrift Der Türmer. Monatsschrift für Gemüt und Geist die publizistische Leitlinie des Blattes, des Nachfolgers von Die Bergstadt. In einer Bücherschau im Türmer von 1932 machte er vor allem Werbung für nationalsozialistische Autoren. Die Zunahme nationalsozialistischer Literatur sah er als „Gesundungsprozess“. „Mit größtem Lob versah er die Biografie Horst Wessels von Horst Ewers, die maßgeblich dazu beitrug, den SA-Mann zu glorifizieren: 'Diese Anregung griff Ewers heraus und [erzählt] nun in der Gestalt des für die junge deutsche Freiheitsbewegung den Märtyrertod gestorbenen Horst Wessel das Schicksal unserer Tage und der deutschen Jugend.'“
Nach der „Machtergreifung“ durch die NSDAP und deren Bündnispartner gelangte Castelle, der zum 1. Mai 1933 der NSDAP beigetreten war (Mitgliedsnummer 2.468.358), in maßgebliche Funktionen in der Kulturbürokratie des neuen Regimes. Er „glorifizierte nicht nur Hitler, sondern auch den Parteiideologen Alfred Rosenberg“, der in Fragen der Kunst und der Kunstpolitik – anders als Goebbels – eine eng an „Blut und Boden“ und „gesundem Volksempfinden“, zugleich auf Abwehr der Weimarer „Verfallskunst“ ausgerichtete Haltung einnahm, wie sie sich 1937 mit der Ausstellung „Entartete Kunst“ durchsetzte. Nachdem Castelle bereits Obmann der NS-Kulturgemeinde für den Kreis Steinfurt war, wurde er zum Beiratsmitglied des Gaus Westfalen-Nord und führenden Mitarbeiter der Reichsschrifttumskammer ernannt. 1937 wurde er Sachbearbeiter z. b. V. in einer Hauptabteilung im Reichssender Köln, zu dessen stellvertretendem Intendanten er später aufrückte. Während des Krieges war er Leiter einer Presse- und Nachrichtenabteilung sowie des Rundfunksenders im besetzten Luxemburg. Er gehörte der Reichsschrifttumskammer und zeitweise der Reichsrundfunkkammer an.
Im Türmer betätigte er sich „immer offensiver“ für den Nationalsozialismus. „Alles“ werde in der Zeitschrift künftig „dem Dienst an Volk und Vaterland untergeordnet. ... Der Kampf um die geistige Freiheit im Sinne des Führers ist immer unser erstes und letztes Ziel gewesen seit 35 Jahren, er wird unser letztes und erstes Ziel bleiben in der Zukunft.“ Es gehe darum, „bei diesem gewaltigen Aufbruch aus einer herrlichen Volkserneuerung heraus, die wertvollen und wesenhaften Errungenschaften des neuen Zeitalters zu sammeln und nutzbar zu machen für die Gesamtkultur des Volkes“. Als Voraussetzung dafür sah er die „Ausrottung“ des „Untermenschentum[s], das in Kommunismus und Bolschewismus seine gefährlichsten Ausstrahlungen hat“, aber auch für antisemitische Propaganda verwendete er den Türmer.
1935 versuchte er, die Annette von Droste-Hülshoff-Gesellschaft in eine nationalsozialistische Organisation einzugliedern. Er war ein früher Förderer von Hermann Löns, mit dem er persönlich bekannt war. Bei der Etablierung eines nationalsozialistischen Löns-Kults in Deutschland „erwarb er sich“ als Mitglied der Löns-Gedächtnisstiftung „unrühmliche Verdienste“. „In einer an Peinlichkeiten und Pannen kaum zu überbietenden politisch-symbolischen Farce“ leitete er 1935 die Überführung der vermeintlichen Überreste von Hermann Löns in die Lüneburger Heide.
1938 war der als sehr katholisch geltende Schriftsteller aus der Kirche ausgetreten.
Nach dem Ende des Nationalsozialismus wurde Castelle von der Britischen Militärregierung festgenommen und aufgrund seiner NS-Belastung interniert. Im Entnazifizierungsverfahren wurde er als „a strong Nazi“ (1946) beurteilt. „Weil stark positiv für die NSDAP tätig“, wurde die „Rehabilitierung abgelehnt“ (1946).
Castelle stellte sich als Opfer der Verhältnisse dar, das als „politisch unzuverlässig“ gegolten habe. Für die Jahre 1933 bis 1937 könne niemand ihm eine „aktive Tätigkeit im politischen Sinne“ nachweisen.
In den folgenden Phasen der Entnazifizierung verbesserten die Beurteilungen sich: „Eine Betätigung als Dichter und freier Künstler ist nicht nur bedenkenlos, sondern dringend erwünscht“ (1947). Unter diesen Voraussetzungen gelang es ihm, erneut für den Rundfunk tätig zu sein, jetzt vorwiegend als Verfasser von plattdeutschen Hörspielen. Mit Vorträgen und Rezitationen trat er weiterhin vor einem allerdings geschrumpften Zuhörerkreis auf. Dem Heimatmilieu blieb er eng verbunden. Er war Vorstandsmitglied des Heimat- und Verkehrsvereins seiner Heimatkommune. In einem Nachruf beschrieb der Steinfurter Heimatbote ihn als „Persönlichkeit von einmaliger Prägung“. „Er und wir“ hätten „eine einzige Einheit“ gebildet, wie es auch eine „Einheit des Dichters mit seinem Publikum“ gegeben habe.

## Ehrung, Kritik und Rücknahme
- 1903: Literaturpreis der Literarischen Gesellschaft Köln
- 1925: Literaturpreis des Deutschlandbundes
- bis 1990: Castelle-Büste im Alten Rathaus der Stadt Steinfurt, die bei Umbaumaßnahmen entfernt wurde
- 1954: Bestattung unter Teilnahme „hochrangiger Vertreter des öffentlichen Lebens“[5]
- 1958: Benennung einer Straße in Münster als „Castelleweg“
- ca. 1970: Benennung einer Straße in Legden als „Friedrich-Castelle-Straße“
- 1987/1988: Wiederherrichtung seines Grabes auf dem Mauritzfriedhof.

Spätestens 2010 setzte in Münster eine öffentliche Diskussion um den „Castelleweg“ ein, in deren Mittelpunkt die nationalsozialistische Belastung des Namensgebers stand. Auch in Steinfurt folgte 2010 der Aufdeckung des verschütteten Wissens um Castelles nationalsozialistische Aktivitäten eine Ratsdiskussion um die Umbenennung des „Castellewegs“, die der Kulturausschuss empfohlen hatte. Der Vorschlag war bis Ende 2011 nicht mehrheitsfähig. Dann entschied der Rat, in einer Übergangszeit von Anfang 2012 bis Mitte 2013 unter das anschließend fortfallende Straßenschild „Friedr.-Castelle-Weg“ das künftige Schild „Thomas-Mann-Weg“ anzubringen.
Im Juni 2011 empfahl die Kommission „Straßennamen“ der Stadt Münster einstimmig und „wegen der Parallele zu Karl Wagenfeld“ dem Rat der Stadt die Umbenennung. Der Rat fasste daraufhin einen entsprechenden Beschluss.
In Rheine-Mesum wurde die Castelle-Straße im November 2012 ebenfalls nach Thomas Mann umbenannt.
In Ochtrup (Kr. Steinfurt) wurde ein Umbenennungsbeschluss zur „Castellestraße“ Ende 2012 vom Rat gefasst. Eine starke Minderheit sprach dagegen. Die CDU-Fraktion hatte den – abgelehnten – Vorschlag eingebracht, den Namen beizubehalten, aber ein Zusatzschild mit QR-Code anzubringen. So habe „jeder die Möglichkeit, sich über die nationalsozialistischen Verbindungen von Friedrich Castelle und Karl Wagenfeld [der zweite Umbenennungsfall] zu informieren.“
In Dortmund befürwortete im August 2014 das Stadtarchiv eine Umbenennung der Castellestraße. Die Umbenennung fand im Februar 2016 statt.

## Schriften
- Vom Leben und Lieben. Köln 1903
- Ungedruckte Dichtungen Eichendorffs. Münster i.W. 1906
- Gustav Falke. Leipzig 1909
- Charlotte Niese. Leipzig 1914
- Späte Lerchen in der Luft. Cöln 1917
- Das Haus in der Dreizehnmännergasse. Hannover 1919
- Hermann Löns. Hannover 1920
- In und um Recklinghausen. Recklinghausen 1920 (zusammen mit Karl Boblenz)
- Charon. Hannover 1921
- Wanderer im Weltall. Warendorf 1921
- Heilige Erde. Breslau 1922
- Die schöne Bibernell. Breslau 1923
- Die Wächter der Stadt Münster i. W. Münster i.W. 1924
- Das Heuscheuer-Gebirge. Breslau 1925
- Im Zauber des Lönslandes. Berlin 1925
- Der Vogel Holdermund. Hildesheim 1925
- Castelle - Droste-Hülshoff - Löns. Recklinghausen 1929
- Fleesk up'n Disk!. Münster i.W. 1930
- Volk, das ich liebe…. Sponholtz, Hannover 1934. Wurde in der Sowjetischen Besatzungszone auf die Liste der auszusondernden Literatur gesetzt.[16]
- Die schöne Grafschaft Glatz. Glatz 1936
- Karl Wagenfeld. Münster 1939
- Münster, Westfalens schöne Hauptstadt. Münster (Westf.) 1939
- Das Ahnenerbe in Hermann Löns. Münster 1941
- Jeremias Gotteswürmchen. Essen 1941
- Heidideldum. Horstmar [u. a.] 1949
- Min Mönsterland. Münster/Westf. 1949
- De junge Dokter orre He treckt up't Land. 1950

## Herausgeberschaft
- Der Heliand. Cassel 1915
- Löns-Gedenkbuch. Hannover 1917. Wurde ab der Auflage von 1936 (Gersbach, Bad Pyrmont) in der DDR auf die Liste der auszusondernden Literatur gesetzt.[17]
- Annette von Droste-Hülshoff: Dichtungen der Droste. M.Gladbach 1920
- Levin Schücking: Paul Bronckhorst oder Die neuen Herren. Münster in Westf. 1920
- Levin Schücking: Die Marketenderin von Köln. Münster i. W. 1921
- Ferdinand Zumbroock: Ausgewählte plattdeutsche Gedichte. Münster 1921
- Hermann Löns: Sämtliche Werke. 8 Bände, Leipzig 1923
- Hermann Löns und seine Heide. Berlin 1924
- Hermann Löns: Junglaub. Bad Pyrmont 1925
- Annette von Droste-Hülshoff: Denn von den Sternen grüß' ich euch. Münster 1938
- Max von Spießen: Geschichten aus dem „Schneckenhaus“. Dülmen i. Westf. 1940
- Eine Jahrtausend-Chronik zur 600-Jahrfeier der Stadt Burgsteinfurt. Burgsteinfurt 1947
- Karl Wagenfeld: Gesammelte Werke. 2 Bände, Münster 1954 und 1956

## Übersetzungen
- Andreas Haukland: Helge der Wiking. Hannover 1927 (übersetzt zusammen mit Luise Wolf)
- Voltaire: Merope. Münster i. W. 1912